# جنيفا (فلم)
جنيفا (بالإنجليزية: Jenifa) هو فيلم درامي كوميدي نيجيري صدرَ عام 2008 من بطولة فونكي أكينديلي. حصل الفيلم على أربعة ترشيحات في حفل توزيع جوائز أكاديمية الأفلام الأفريقية لعام 2008 وفازت فيهِ أكينديلي بجائزة أفضل ممثلة في دور رئيسي وذلك عن دورها جينيفا في الفيلم.